# تكامل لوبيغ

يمكن تفسير تكامل دالة إيجابية كمساحة تحت منحنى.

في الرياضيات، يُعدّ التكامل لدالة غير سلبية لمتغير واحد في أبسط الحالات كالمساحة بين الرسم البياني لتلك الدالة والمحور x. يمتد تكامل لوبيغ إلى الدوال من الدرجات الأعلى. كما أنه يوسع المجالات التي يمكن تعريف هذه الدوال عليها.

## تفسير بديهي

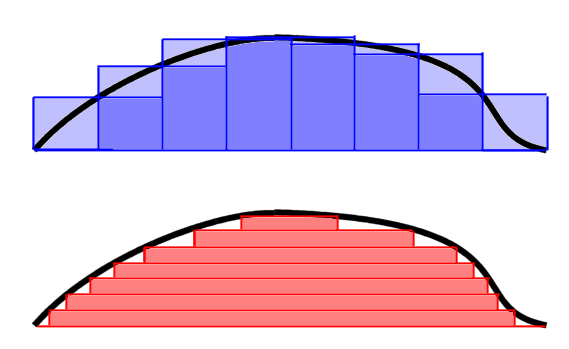
تكامل ريمان داربوكس (باللون الأزرق) وتكامل لوبيغ (باللون الأحمر).

في الصورة دالة قابلة للقياس مع المجموعة (على المحور السيني). يتم الحصول على تكامل لوبيغ عن طريق تقطيع شرائح على امتداد المحور ص، باستخدام مقياس لوبيغ أحادي البعد لقياس "عرض" الشرائح.

لفهم الأساليب المختلفة للتكامل، دعنا نتخيل أننا نريد أن نجد حجم جبل (فوق مستوى سطح البحر).
نهج ريمان داربوكس
باستخدام هذه الطريقة للتكامل نقوم بتقسيم قاعدة الجبل إلى شبكة من المربعات مساحتها متر واحد. ثم نقوم بقياس ارتفاع الجبل في وسط كل مربع. الحجم مقسوماً على مربع شبكة واحد يساوي تقريباً 1متر مربع × (ارتفاع ذلك المربع)، لذا فإن الحجم الإجمالي هو 1م 2 مضروباً في مجموع الارتفاعات.
نهج لوبيغ
ارسم خريطة خطوط منسوبة للجبل بحيث يبلغ ارتفاع الخطوط المجاورة 1 متر لكل منها. يبلغ حجم الأرض التي يحتويها شكل الخط المنسوب واحد حوالي 1م × (مساحة الشكل)، لذا فإن الحجم الإجمالي هو مجموع هذه المناطق مضروبة في 1م.